# Uwe-Jens Mey
Uwe-Jens Mey (* 13. Dezember 1963 in Warschau) ist ein ehemaliger deutscher Eisschnellläufer. Bei den Olympischen Winterspielen 1988  in Calgary und bei den Olympischen Winterspielen 1992 in Albertville gewann er jeweils Gold.

## Leben
Mey wurde als Sohn eines Finanzökonomen im Diplomatischen Dienst der DDR während dessen Verwendung in Warschau geboren. Seine Eltern zogen wenige Monate danach für fünf Jahre mit ihm  in die ČSSR. Mit dem sechsten Lebensjahr kam er dann nach Ost-Berlin. Dort besuchte er von 1970 bis 1984 die Polytechnische Oberschule und die Kinder- und Jugendsportschule mit Abitur. Mit neun Jahre kam er nach ersten Sporterfahrungen bei Schüler-Fußballturnieren zum Eissport: Ab 1972 aktiver Eiskunstläufer, begann er 1973 als Eiskunstläufer beim SC Dynamo Berlin unter der Trainerin Heidemarie Steiner-Walther. Mey wechselte zum Eisschnelllauf und wurde von Rainer Klehr und Joachim Franke trainiert. Er war 1979 Dritter bei der Kinder- und Jugendspartakiade und 1982 Jugendmeister der DDR. Ab 1984 studierte er an der DHfK Leipzig und wurde 1985 Angehöriger der VP. Mey war Mitglied der SED.
Bei den Olympischen Winterspielen 1988 in Calgary gewann er für die DDR Gold über 500 Meter und Silber über 1000 Meter. Vier Jahre später konnte er in Albertville seinen Triumph über 500 Meter wiederholen, diesmal für die gesamtdeutsche Mannschaft. Außerdem konnte er von 1988 bis 1991 vier Mal den Einzelweltcup über 500 Meter gewinnen, 1989 und 1990 siegte er im Weltcup auch über 1000 Meter.
Am 10. März 1994 wurde er von der CDU-Fraktion des Berliner Abgeordnetenhauses zum Mitglied der Bundesversammlung zur Wahl des Bundespräsidenten bestimmt.

## Auszeichnungen
- 1986 Ehrentitel Meister des Sports
- 1988 Vaterländischer Verdienstorden in Gold
- 2002 Silbernes Lorbeerblatt[4]